# تاکو فان در هورن
تاکو فان در هورن (هلندی: Taco van der Hoorn؛ زادهٔ ۴ دسامبر ۱۹۹۳ ‏(۳۱ سال)) دوچرخه‌سوار اهل هلند است.
از باشگاه‌هایی که در آن رکاب زده‌است می‌توان به دلتا سایکلینگ روتردام و تیم دوچرخه‌سواری رومپوت–ندرلانسه لوتری اشاره کرد.